# Eta Corvi
Eta Corvi (Avis Satyra, 8 Corvi) é uma estrela na direção da constelação de Corvus. Possui uma ascensão reta de 12h 32m 04.48s e uma declinação de −16° 11′ 45.1″. Sua magnitude aparente é igual a 4.30. Considerando sua distância de 59 anos-luz em relação à Terra, sua magnitude absoluta é igual a 3.00. Pertence à classe espectral F2V. É uma estrela variável suspeita.